# Cayey
Cayey é uma cidade de montanha na região central de Porto Rico, localizado na Cordilheira Central, ao norte de Salinas e Guayama, ao sul de Cidra e Caguas, a leste de Aibonito e Salinas, e ao oeste de San Lorenzo. Cayey está espalhada por 21 alas e Pueblo Cayey (O centro da cidade área eo centro administrativo da cidade). É parte da Área Metropolitana de San Juan - Caguas - Guaynabo.